# Maria Licciardi
Maria Licciardi est une criminelle italienne née le 24 mars 1951 à Naples. Elle est la première femme régente du Clan Licciardi et patronne de l’Alliance de Secondigliano, affiliée à la Camorra. Elle dirige ces factions mafieuses de 1993 jusqu'à sa première arrestation en 2001.
À sa libération, elle reprend ses activités criminelles, avec un rôle moins défini. La police l'arrête de nouveau à l'aéroport de Ciampino, le 7 août 2021.
Surnommée « La Madrina » par ses subordonnés, elle est également appelée « La Piccolina  » , en raison de sa petite taille. Parmi les femmes de la Camorra, elle est considérée comme « La Princesse », du fait de ses rôles dans l'organisation.
Le 15 mars 2023, elle est condamnée à une peine de 12 ans et huit mois d'emprisonnement ferme à L'Aquila, soumise au régime prévu par l'article 41 -bis du système pénitentiaire italien.

## Biographie

### Enfance et vie privée

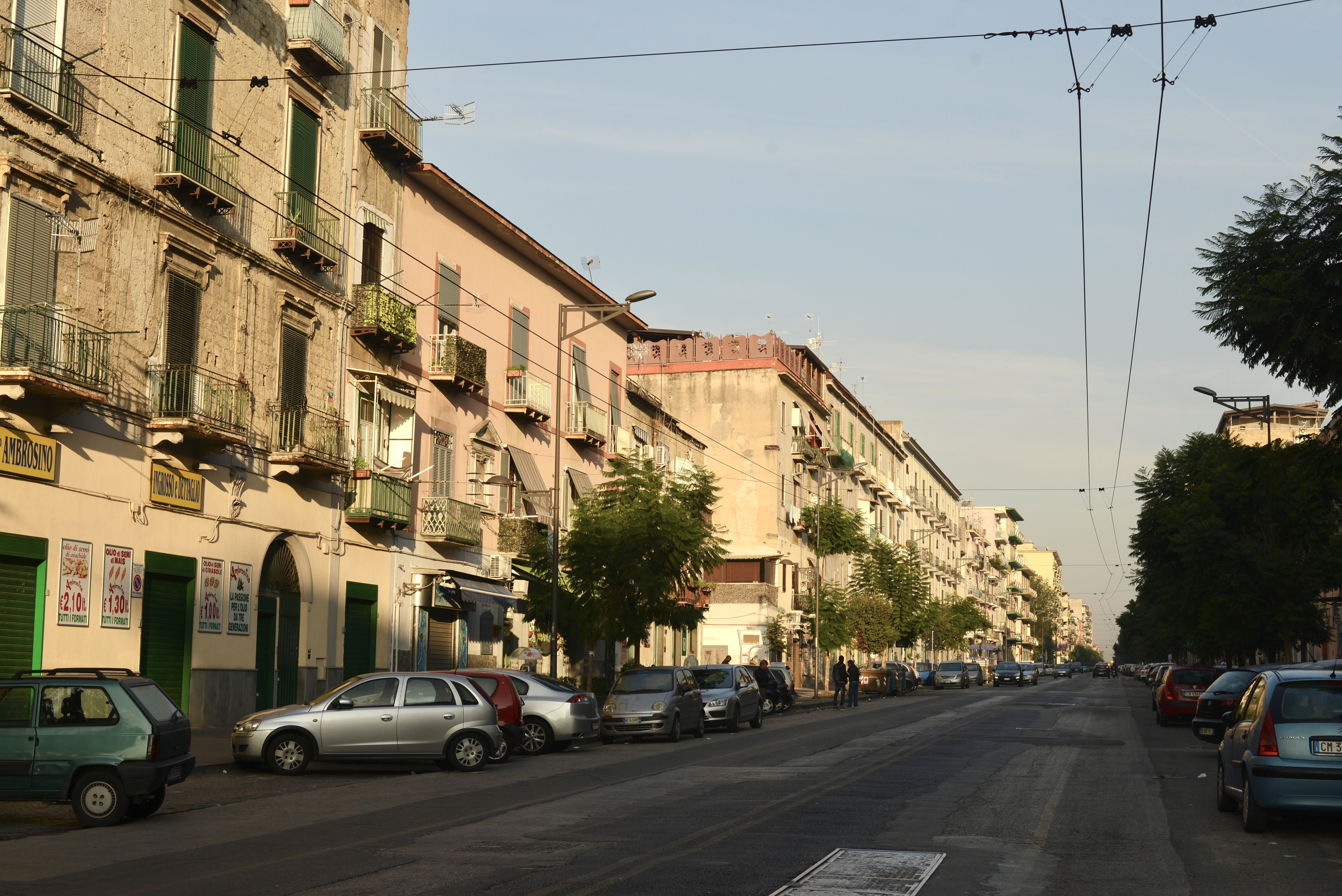
Secondigliano en 2017.

Maria Licciardi nait et grandit dans une famille mafieuse affiliée à la Camorra à Secondigliano, le fief traditionnel du Clan Licciardi. Son père fait partie des chefs locaux de la Camorra et son frère, Gennaro Licciardi, est un membre fondateur de l'Alliance de Secondigliano, une coalition entre des clans de la Camorra. Cette coalition exerce son diktat sur le trafic de drogue et l'extorsion dans plusieurs quartiers de Naples,,.
Maria épouse Antonio Teghemié, également membre de la Camorra.

### Règne dans la mafia
Maria Licciardi dirige le clan familial après l'arrestation de ses deux frères Gennaro et Vincenzo Licciardi puis de son mari Antonio. Elle devient alors la première femme cheffe du clan Licciardi et de l'Alliance de Secondigliano,,.
Elle entreprend le renforcement de clans camorristes  afin d'étendre leurs activités de rackets et de trafic de drogue au proxénétisme, jouant un rôle clé dans l'expansion du marché du trafic de drogue dans la ville. Sous sa direction, l'Alliance de Secondigliano devient plus organisée, discrète et sophistiquée.
Maria Licciardi réalise plusieurs réformes dans son clan. D'abord, sa décision d'extension des activités du clan au proxénétisme est perçue comme une révolution. Car, auparavant, les quatre grandes mafias italiennes éprouvaient de la réticence à s'engager dans ce domaine, non conforme à leur code d'honneur.
Avec elle, la Camorra conclut plusieurs accords avec la mafia albanaise en vue de conduire des femmes à la prostitution, par un versement  d'environ 2 000 euros à chacune d'entre elles.
Les trafiquants albanais manipulent des jeunes filles pauvres, en leur promettant un emploi légal et décent en Italie. Mais, une fois arrivées, elles sont plutôt réduites en esclaves sexuelles livrées aux hommes de la Camorra ou contraintes à la prostitution. Beaucoup de ces jeunes femmes sont mineures, souvent poussées à consommer de la drogue jusqu'à la dépendance, pour empêcher leur évasion ou la tentation de collaborer avec la justice en cas d'arrestation. L'organisation voit ses revenus augmenter avec le proxénétisme,.
Quand ces femmes vieillissent ou ne sont plus en mesure d'exercer dans le proxénétisme, les camorristes les assassinent,.

### Corruption des repentis
Maria Licciardi tente de limiter les témoignages des repentis contre le clan en essayant de corrompre le collaborateur de justice, Costantino Saropochi, pour l'invalidation des témoignages. Mais, après l'éclatement de l'affaire par la police, une division s'observe, de ce fait, au sein de l'Alliance de Secondigliano.
En janvier 1998, Maria Licciardi est arrêtée aux abords de son véhicule en possession d'environ 300 millions de lires (environ 150 000 euros) par la police lors d'un contrôle de routine. Le ministère public cible Costantino Saropochi comme le potentiel destinataire. Mais, Maria ne dévoile pas la source et la destination de cet argent et se cache après sa libération,.

### Faide et représailles policières
Maria Licciardi exerce sa régence sans difficulté durant des années, jusqu'en 1999 où un lot d'héroïne pure et brute l'oppose aux membres de l'Alliance de Secondigliano.
Elle interdit la vente sur le marché d'une cargaison d'héroïne venue d'Istanbul à destination des centres de trafic de drogue de Naples. Selon elle, l'héroïne est non raffinée et trop forte, donc potentiellement mortelle, estimant que chaque décès par overdose représente un client de moins ainsi qu'une publicité gênante pour les affaires du clan. Cependant, le Clan Lo Russo dont les hommes sont frustrés par son autorité, viole sa décision en procédant à la vente.
Après la consommation, ces lots d'héroïne entraînent au moins 11 morts parmi les toxicomanes de Naples, en avril 1999. Face à l'indignation du public, la police lance une répression massive contre les activités des clans de la Camorra. De nombreux membres sont alors arrêtés puis condamnés.
Une guerre des gangs se déclenche, alors, sur fond de retrait du Clan Lo Russo, avec l'utilisation de voitures piégées et de bazookas. Maria mobilise  ses hommes pour qu'ils vengent l'assassinat de quatre criminels de son clan.
Une confrontation meurtrière s'ensuit faisant près de 120 morts à Naples et dans ses environs. Les autorités prennent alors au sérieux la dangerosité de Maria Licciardi.
Ainsi, le parquet italien l'inscrit sur la liste des personnes les plus recherchées. Mais, elle se cache avec l'aide de son clan, échappant à la police pendant deux ans, sans quitter Masserana Cardone. Elle y exerce son autorité de cheffe incontestée du clan Licciardi, ordonnant systématiquement l'élimination des membres des clans rivaux. Elle ouvre aussi un front contre le clan Giuliano de Forcella, gouverné par une femme, Erminia Giuliano.
Le procureur général, Luigi Bobbio, amorce le démantèlement de son clan quand, en janvier 2000, elle fait exploser une bombe près du bâtiment de ses bureaux. Bobbio poursuit, néanmoins, ses investigations contre la Camorra sous protection policière, ce qui aboutit à l'arrestation de plus de 70 membres du clan. Ils refusent toute collaboration avec la justice en acceptant de purger la totalité de leur peine de prison.
La police tente plusieurs fois, en vain, d'appréhender Maria Licciardi. En avril 2000, les carabiniers arrêtent, dans une ferme rurale, 13 chefs de la Camorra participant à une réunion sur le blanchiment des fonds du clan dans une chaîne de magasins de meubles et de vêtements pour enfants. Cependant, les agents de la police ne la retrouvent pas à cette réunion.
Le 9 juin 2001, la police déclenche une vaste opération terrestre et aérienne autour du quartier Secondigliano pour la capturer. Suite à des renseignements, ils entrent par effraction dans un bâtiment délabré notoirement utilisé comme cachette, sans la retrouver. La police y découvre un grenier surveillé par des caméras, avec un piano à queue et une baignoire d'hydromassage.
Ses exploits répétitifs contre la police incitent les journalistes locaux à la surnommer La  Primula rossa d'Italia  (« le mouron écarlate d'Italie », en français).

## Arrestations

### Première arrestation
Le 14 juin 2001, elle est arrêtée par la police napolitaine au cours d'un voyage avec un couple, dans une voiture près de Melito. Elle est immédiatement placée en garde à vue. Parmi le couple, l'homme est arrêté pour complicité tandis que sa femme, mère d'un enfant, est libérée,.
Son frère Vincenzo Licciardi, figurant sur la liste des fugitifs les plus recherchés d'Italie depuis 2004 lui succède avant d'être arrêté, à son tour, le 7 février 2008.
Depuis la prison, Maria Licciardi continue de diriger le clan. Selon Anna Maria Zaccaria, sociologue à l'université Federico II de Naples, qui étudie le rôle des femmes dans la criminalité, les prisons italiennes ne représentent pas, à tous égards, une barrière efficace contre la Camorra.
En 2009, Maria Licciardi recouvre sa liberté après huit ans de détention,,.
Le 26 juin 2019, elle réussit à échapper à une opération anti-Camorra menée par la justice et les forces de l'ordre contre l'Alliance de Secondigliano, redevenant une fugitive.
Le 12 juillet 2019, le tribunal de Naples annule l'ordre de détention provisoire contre Maria, après examen des questions juridiques soulevées par son avocat, Dario Vannetiello.
Elle est alors libre de ses mouvements, malgré son rôle bien connu à la tête de l'Alliance de Secondigliano.

### Deuxième arrestation
Le 7 août 2021, à la résurgence de preuves sur sa reprise d'activité, les carabiniers  l'arrêtent à l'aéroport de Ciampino lors de son vol pour Malaga,. Elle informe la police avoir entrepris son voyage pour rendre visite à sa fille, résidant en Espagne, mais les enquêteurs soupçonnent que grâce à son réseau d'informateurs, elle est au courant de son imminente arrestation et veut s'enfuir à l'étranger pour rencontrer des trafiquants espagnols afin d'établir de nouvelles relations commerciales entre l'Espagne et son clan.
Le 15 mars 2023, le tribunal de Naples, la condamne à 12 ans et huit mois de prison ferme,,,,.

## Témoignages

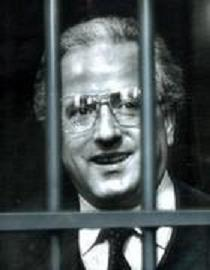
Raffaele Cutolo.

Contrairement, à la majorité des chefs, Maria Licciardi mène ses activités dans la clandestinité et la discrétion, pour échapper aux soupçons des autorités. Quand son rôle devient connu du public quelques années plus tard, un agent de la justice la définit comme une femme au charisme d'acier. Elle est également appréciée pour son habileté et sa ruse, selon des sources policières. Elle adopte une approche froide et calculatrice dans ses entreprises criminelles, en s'inspirant de Rosetta Cutolo, sœur de Raffaele Cutolo, chef de la Nuova Camorra Organizzata.
Sous sa régence, le clan Licciardi se fait la réputation d'échappatoire au chômage pour les jeunes du quartier, en renouvelant l'ancienne coutume des criminels consistant à accomplir occasionnellement des œuvres caritatives en faveur des nécessiteux.
Questionné sur le rôle de Maria Licciardi et des femmes de l'Alliance de Secondigliano, au tribunal, le repenti Gaetano Guida répond  qu'elles « constituent l'épine dorsale ». Il ajoute que c'est Maria Licciardi qui reçoit et transmet les ordres de meurtres à gages de son frère détenu, Gennaro, jouant de nombreux rôles influents dans l'organisation.
Lucia Licciardi, sans lien de parenté avec Maria, est la seule journaliste à avoir accès à son entourage. Dans une interview, elle décrit Maria Licciardi comme « la directrice d'une entreprise multinationale », qui « cherche toujours une solution qui a le moins de chance d'attirer l'attention de la police et de créer des divisions au sein du clan ». Selon le juge Luigi Bobbio :  

« Dès qu'une femme prend en charge l'organisation, on assiste paradoxalement à une baisse du niveau d'implication émotionnelle et à une meilleure performance des activités du groupe »

## Dans la culture
Le personnage de Scianel de la série télévisée  Gomorra  et interprété par Cristina Donadio s'inspire de la vie de Maria Licciardi. La série est une adaptation du livre Gomorra  de Robert Saviano,,.

## Ascendance